# Attentat-suicide
Pour les articles homonymes, voir Attentat (homonymie).

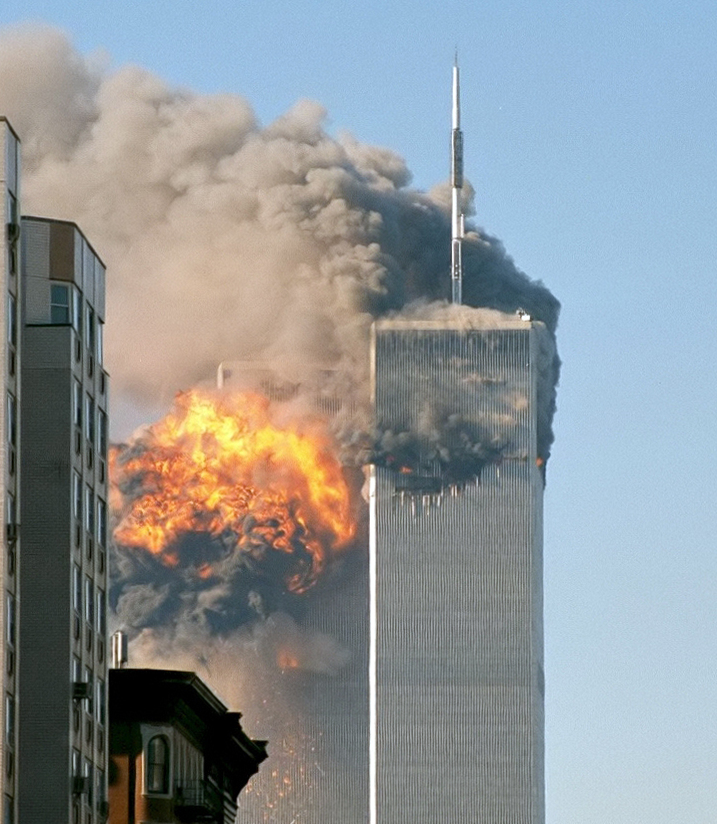
La Tour sud du World Trade Center, après avoir été percutée par le vol 175 United Airlines lors des attentats du 11 septembre 2001.

Un attentat-suicide est un type d'attaque violente dont la réalisation implique la mort intentionnelle de son auteur. Il est le plus souvent organisé par des groupes paramilitaires ou des individus comme une tactique du terrorisme, propre à la guerre psychologique. Les termes de « bombe humaine » ou « kamikaze » sont également usités.
Utilisées par les kamikazes comme technique de combat par l'armée japonaise durant la Seconde Guerre mondiale, les attaques suicides, selon Robert A. Pape (2003), correspondent, à proprement parler, aux situations dans lesquelles un attaquant planifie sa mort dans son projet d'attaque. Plus récemment les attentats-suicides sont utilisés dans le cadre de campagnes terroristes, comme les attentats du 11 septembre 2001.
Les attentats-suicides sont caractéristiques des conflits asymétriques où l'un des adversaires dispose d'une puissance de feu nettement inférieure à l'autre. Toutefois, certains auteurs ont contesté cette interprétation.
Cette pratique est systématiquement dénoncée par les institutions internationales (ONU, etc.) lorsqu'elle touche des populations civiles, conduisant à qualifier leurs auteurs de terroristes. Les groupes auteurs d'attentats-suicides tendent eux-mêmes à considérer l'attentat-suicide sinon comme leur unique moyen efficace de lutte, du moins l'un des plus efficaces. Dans de nombreux cas, des conditionnements psychologiques pour amener des « candidats » au suicide ont également été observés.
Les attaques aléatoires des attentats-suicides visent à produire une paranoïa dans les populations ciblées, constituant ainsi une forme de guerre psychologique,. Certaines formes récentes d'attentats-suicides tentent aussi de provoquer une logique de repli communautariste ou renforcer la cohésion de l'organisation. Ils peuvent aussi être invoqués pour justifier la mise en place de politiques sécuritaires. Malgré la possible inefficacité de celles-ci, certains auteurs, comme Sprinzak, soutiennent de telles mesures (par exemple des barrières de séparation) en considérant qu'elles rassurent le public et seraient donc efficaces du point de vue symbolique. D'autres, comme Scott Atran, considèrent totalement inefficaces de telles mesures, et préconisent plutôt d'encourager les tendances modérées au sein des groupes responsables d'attentats-suicides.
L'efficacité relative (faibles coûts, au sens économique strict, en dehors de la vie du kamikaze / grand nombre de victimes) de ces opérations, selon plusieurs auteurs,, explique leur augmentation constante depuis les années 1980. Si ces attentats ont un faible coût, ils exposent toutefois leurs responsables à des représailles massives, ainsi qu'à des sanctions économiques, juridiques ou politiques importantes (y compris en s'exposant à des critiques venant de l'intérieur du mouvement ou de ses soutiens).
L'attentat-suicide est aujourd'hui principalement pratiqué par des mouvements terroristes islamistes (tels que l'Etat Islamique) ou communistes (PKK), généralement dans le cadre de luttes armées.

## Histoire
Dès le XIe siècle, la secte des Haschischins commettait des attaques-suicides. Ensuite, cette tactique a été utilisée au XVIIIe siècle par les habitants de certaines régions musulmanes en Inde (sur la côte de Malabar), dans l'Aceh (Sumatra) et à Mindanao et Sulu aux Philippines pour chasser le colon européen de leur territoire. L'acte n'était pas alors conçu par ses auteurs comme un suicide, mais comme un acte de martyr au nom de Dieu et de la communauté. Certains auteurs, tel Ehud Sprinzak, affirment toutefois que ni cette forme ancienne de terrorisme, ni sa forme moderne, n'est simplement le produit d'une ferveur religieuse.

### Début duXXesiècle
Au début du siècle dernier, une athée, Evestilia Rogozinkova a commis un attentat-suicide en 1907, à Saint-Pétersbourg. Le leader de cette démarche est alors le nihiliste Bazarov selon qui « si l'on veut tout faucher, il ne faut pas épargner ses propres jambes ».

### Kamikazes japonais

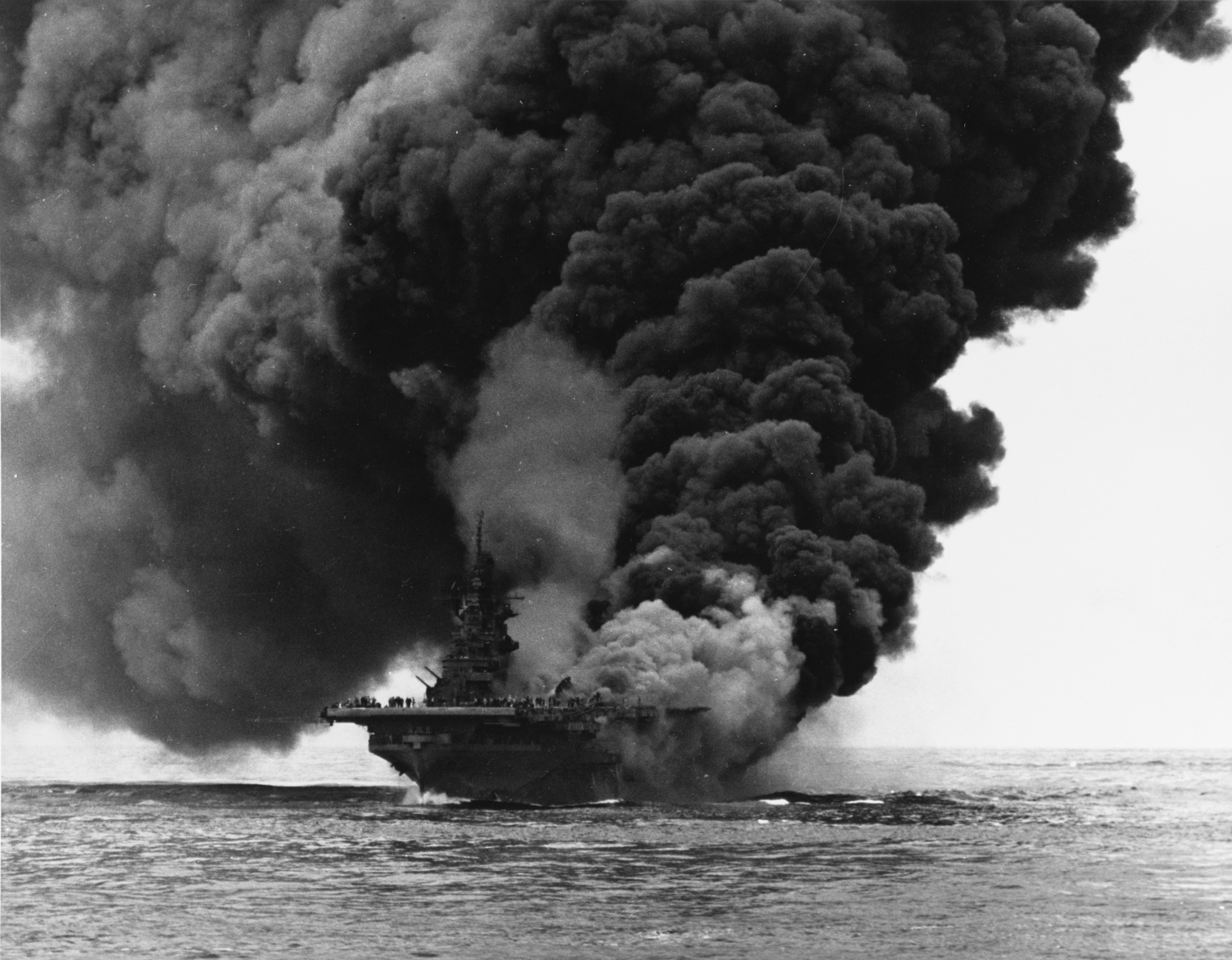
Attaque kamikaze sur l' (mai 1945).

L'attentat-suicide est parfois assimilé aux méthodes pratiquées par les Forces impériales japonaises lors de la Seconde Guerre mondiale dans l'océan Pacifique contre les troupes américaines. Les pilotes kamikazes japonais utilisaient leurs avions pour percuter des cibles stratégiques de l'armée américaine afin de causer un maximum de dommages et de pertes.
Ce type d'attaques aurait connu des antécédents lors de la guerre de Shanghai en 1932, une bataille qui oppose pendant plusieurs semaines l'armée japonaise et l'armée chinoise et durant laquelle des jeunes japonais équipés d'explosifs se seraient fait sauter dans les tranchées chinoises. Il semble que ce soit la première fois que ce genre de phénomène soit apparu dans l'histoire de l'humanité.
Néanmoins, les attaques kamikazes ciblaient des combattants, et non des civils, ce qui les distinguent de nombreux attentats-suicides, notamment au regard du droit et en particulier du droit de la guerre et du droit humanitaire. Robert Pape souligne cependant que si les attentats-suicides ciblant des civils attirent davantage l'attention, « toutes les campagnes d'attentats-suicides dans les deux dernières décennies ont inclus des attaques directes contre des forces militaires étrangères dans le pays, et la plupart ont été menées par des organisations de guérilla qui utilisent aussi des méthodes d'attaques plus conventionnelles contre ces forces »,. Bien que le terme « Kamikaze » soit aujourd’hui communément utilisé pour désigner toute personne commettant un attentat suicide, notamment les terroristes djihadistes qui se positionnent comme martyrs, les terroristes se distinguent par leur volonté de créer un impact psychologique auprès de la population civile, alors que les kamikazes japonais ne visaient que des objectifs militaires. Les cibles visées recelaient alors un véritable intérêt stratégique (navire ennemi, têtes de pont) qui entravait la progression américaine, même si elle était dérisoire, alors que les attaques contre les civils par les djihadistes ont un intérêt stratégique nul sur le plan militaire (ce qui ne les empêche pas d'atteindre un but sur le plan politique). Toutefois, les deux logiques sont tout autant employées par les djihadistes, par exemple avec le recours aux camions d'explosifs conduits par des soldats suicidaires pour débloquer le « front ». Suivant la motivation militaire ou médiatique, le terme « terroriste-suicidaire » devrait être utilisé alternativement à « kamikaze ».

### Années 1970 à 2003, les débuts du «terrorisme international»

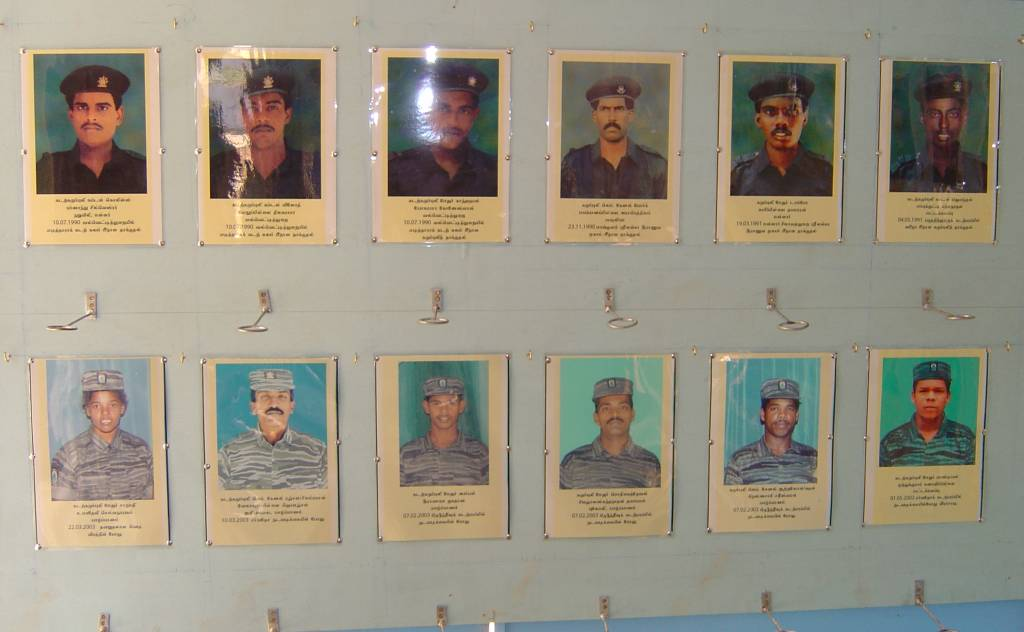
Tableau des Tigres tamouls commémorant (dans une logique de martyre) les membres de leur commando, les Tigres noirs, spécialisés dans les attentats-suicides. Les Tigres Tamouls ont été responsables de 75 des 186 attentats-suicides de 1980 à 2001, soit près de la moitié d'entre eux.

L'attentat contre l'aéroport de Lod en 1972, perpétré notamment par des membres de l'armée rouge japonaise, est peut-être le début des attentats-suicides terroristes. Au lendemain de cet attentat, le colonel Kadhafi s'étonne que ce soit des Japonais qui sacrifient leur vie en Palestine et incite les Arabes à faire de même.
Les premiers attentats-suicides, dans les années 1980, ont été perpétrés dans le cadre de la guerre du Liban (attaques du Hezbollah contre les États-Unis et la France à partir d'avril 1983, puis contre Israël à partir de novembre 1983). En 1985, le Hezbollah revendique un attentat-suicide à la voiture piégée à Emir, au Koweït, qui ne fait aucun mort. Cette tactique était alors loin de faire l'unanimité au sein du Hezbollah, le sheikh Fadlallah levant ainsi des objections juridiques, affirmant que l'islam interdisait à ses membres de se suicider.
Cette tactique a ensuite été reprise, à partir de juillet 1990, par les Tigres tamouls (LTTE), un groupe laïc, marxiste-léniniste, dans la guerre civile du Sri Lanka. Le premier attentat-suicide revendiqué (mais isolé) par les LTTE date néanmoins du 5 juillet 1987, faisant 18 morts dans la péninsule de Jaffna. Selon Diego Gambetta (en), les organisations laïques seraient responsables de près de la moitié des attentats-suicides durant cette période (1981-septembre 2003).
Cette tactique a ensuite été reprise par le Hamas et le Djihad islamique, dans le cadre du conflit israélo-palestinien, à partir d'avril 1994, soit quelques mois après la signature des accords d'Oslo (septembre 1993). Lors de cette campagne d'attentats-suicides, la sixième répertoriée par Pape, deux attentats ont été perpétrés par le Hamas contre Israël, le 6 et le 13 avril 1994, faisant respectivement 9 et 6 morts. Le 4 mai 1994, l'accord de Jéricho-Gaza complétait les accords d'Oslo, investissant l'Autorité palestinienne de pouvoirs limités. Une campagne d'attentats-suicides avait été annoncé en mars par le Hamas, en tant que vengeances contre le massacre d'Hébron perpétré par Baruch Goldstein (24 février 1994). Mais après le vote de la Knesset du 18 avril 1994 et l'accord de Jéricho-Gaza, le Hamas a annulé trois autres attentats-suicides prévus, faisant dire à Pape (qui s'appuie entre autres sur des déclarations du Premier ministre Yitzhak Rabin, du Hamas lui-même et d'observateurs indépendants) qu'ils s'intégraient ainsi dans une stratégie visant à obtenir un but limité, stratégie ayant réussi, dans la mesure où, selon lui, il n'y en allait pas d'un intérêt vital d'Israël (celui-ci se réservant le droit de réinvestir les terrains désengagés si nécessaire).
Une nouvelle campagne d'attentats-suicides eut lieu à partir d'octobre 1994, perpétrés par le Hamas et le Djihad islamique. Le 30 janvier 1995, le Groupe islamique armé (GIA) revendique un attentat-suicide à Alger, qui fait 42 morts. C'est néanmoins le seul attentat-suicide revendiqué par le GIA et recensé par Pape. À partir de novembre 1995, c'est Al-Qaïda qui frappe des bases militaires américaines en Arabie saoudite, avant de poursuivre avec les attentats de Nairobi (Kenya) et de Dar es-Salaam (Tanzanie) en août 1998, qui font 250 morts. Le groupe sunnite fondamentaliste ré-utilise la méthode des attentats-suicides contre l'USS Cole, un navire de guerre américain, au Yémen en août 2000, puis contre le chef de guerre tadjik d'Afghanistan Ahmed Chah Massoud, le 9 septembre 2001, deux jours avant les attentats du 11 septembre 2001. En 1996, puis en 1999, c'est le PKK kurde qui utilise la même tactique contre la Turquie. Selon Robert Pape, c'est un des rares cas où cette tactique n'a eu aucun succès politique de quelque mesure que ce soit.
À partir de juin 2000, dans le cadre de la seconde guerre de Tchétchénie, ce sont des groupes de Tchétchènes qui organisent des attentats-suicides contre la police russe (7 juin 2000, 2 morts), puis à Argun, en Russie (3 juillet 2000, 30 morts), en Tchétchénie (24 mars 2001, 20 morts; et le 29 novembre 2001, contre un commandant militaire, un mort). Une autre campagne d'attentats-suicides est lancée, le 25 décembre 2000, par des séparatistes du Cachemire contre l'Inde, à Srinagar. Le 1er octobre 2001, une voiture piégée explose devant l'Assemblée législative (en) du Cachemire, faisant 30 morts, puis le 13 décembre 2001, un homme tire sur la foule au Parlement de New Delhi, faisant 7 morts. Enfin, lors de la seconde Intifada (à partir de septembre 2000), une importante campagne d'attentats-suicides est lancée, qui débute le 26 octobre 2000, avec un attentat-suicide à la bicyclette piégée, à Gaza, revendiqué par le Djihad islamique. Il échoue à tuer sa cible, faisant aucune victime, mais le 30 octobre 2000, le Hamas revendique un attentat-suicide à Jérusalem, qui fait 15 morts, suivi par un autre attentat-suicide, le 2 novembre, revendiqué par les Brigades des martyrs Al-Aqsa. La majorité des attentats-suicide lors de cette période ont été revendiqués par le Hamas (23 jusqu'au 12 décembre 2001) et le Djihad islamique (10 jusqu'au 5 décembre 2001), mais le Front populaire de libération de la Palestine (FPLP) en a néanmoins revendiqué un, le 23 avril 2001, tandis que les Brigades des martyrs Al-Aqsa en ont revendiqué 4 en tout durant cette période.
À partir de 2002-2003, la pratique des attentats-suicides se répand en Afghanistan et en Irak.

### Attentats-suicides par des femmes
Depuis l'attentat de Sana Khyadali en 1985, des attentats-suicides ont pu être commis par des femmes, dans un contexte laïc (selon Sprinzak, onze des quinze auteurs d'attentats-suicides commis de 1995 à 1999 pour le compte du PKK étaient des femmes ; un tiers des kamikazes du LTTE tamoul seraient des femmes) ou religieux.
Après l'attentat de l'infirmière Wafa Idriss à Jérusalem, en janvier 2002, les Brigades martyrs al-Aqsa (laïques et nationalistes) ont revendiqué trois autres attentats-suicides commis par des femmes (dont celui de Ayat al-Akhras (en)) entre janvier et avril 2002. Les Brigades al-Aqsa ont depuis créé une unité combattante « Wafa Idriss », tandis que le Hamas et le Djihad islamique n'avaient pas encore organisé d'attentats-suicides féminins. Le Djihad islamique suivra toutefois les Brigades al-Aqsa, organisant son deuxième attentat-suicide commis par une femme (Hanadi Jaradat (en), avocate) avec l'attentat du restaurant Maxim d'octobre 2003.
Selon certains auteurs, le fait qu’une femme, naturellement considérée comme porteuse de vie, porte une bombe et tue en se donnant la mort, marque beaucoup plus que lorsque le kamikaze est un homme. Comme le souligne la sociologue Pénélope Larzillière, « les modes d’explications utilisés changent a priori quand il s’agit des femmes auteures d’attentats-suicides. Le genre devient l’élément central, comme si le fait que des femmes commettent des attentats-suicides augmentait leur dimension choquante et appelait alors un surcroit d’explication, avant même l’exploitation des données. Les motifs politiques sont laissés de côté, quelles que soient les déclarations de ces femmes, et les motivations privées immédiatement recherchées ». De plus, lorsqu'il s'agit de musulmanes, celles-ci peuvent porter des voiles intégraux (burqa), ce qui permet de dissimuler plus facilement les explosifs. Toutefois, le Ministère des Affaires étrangères israélien indique que les femmes kamikazes s'habillent au contraire à l'occidentale afin de ne pas attirer l'attention. Enfin, quand la femme est une occidentale convertie, l’attentat marque encore un peu plus les médias (par exemple, cas de Muriel Degauque, jeune femme belge, toxicomane convertie à l’islam, qui se fait exploser le 9 novembre 2005 à Bakouba).

## Statistiques
Depuis l'attaque contre l'ambassade américaine à Beyrouth, en avril 1983, Pape a ainsi recensé, en 2003, 188 différents attentats-suicides dans le monde, qui ont touché le Liban, Israël, le Sri Lanka, l'Inde, le Pakistan, l'Afghanistan, le Yémen, la Turquie, l'Algérie, la Russie et les États-Unis. Il en comptait 31 dans les années 1980, 104 dans les années 1990, et 53 en 2000 et 2001, indiquant ainsi une diffusion constante de ce modèle tactique.
Mais si Pape comptait 188 attentats-suicides sur deux décennies, ceux-ci ont atteint un pic inégalé après les attentats du 11 septembre 2001. Ainsi, 80 % des attentats-suicides depuis 1968 ont eu lieu après le 11 septembre 2001, selon Bruce Hoffmann, vice-président de la Rand Corporation. De 2000 à 2004, il y a eu 472 attentats-suicides, dans 22 pays, qui ont tué plus de 7 000 personnes, soit plus du double que lors des deux décennies précédentes; Diego Gambetta (en) comptait quant à lui 620 « missions-suicides » dans le monde entier de 1981 à octobre 2004. En 2004, il y avait plus d'un attentat-suicide par jour durant la guerre en Irak. La guerre en Afghanistan et l'insurrection islamiste au Pakistan (dans les régions tribales où se sont réfugiés un certain nombre de talibans) est aussi l'un des conflits où les attentats-suicides se sont multipliés. Alors qu'ils étaient inconnus lors de la première guerre d'Afghanistan dans les années 1980, il y eut, en 2005, 25 attentats-suicides lors du « second jihad afghan », et 136 en 2006. Au Pakistan, les attentats-suicides auraient fait 2 450 morts en deux ans, affirmait Le Monde en novembre 2009. Dans le même temps, le nombre total d'actes de terrorisme baissait d'un pic de 666 en 1987 à 274 en 1998, remontant à 348 en 2001.
Les Tigres Tamouls ont été responsables, selon Pape, de 75 des 186 attentats-suicides de 1980 à 2001, soit près de la moitié pendant cette période, assassinant notamment deux chefs d'État, Rajiv Gandhi en 1991 et Ranasinghe Premadasa en 1993 (d'autres données les rendent responsables de presque 40 % des attentats-suicides commis de 1981 à septembre 2003). En moyenne, les 188 attentats-suicides qui ont eu lieu de 1980 à 2001 ont tué 13 personnes chacun (sans compter les attentats du 11 septembre 2001 ni leurs auteurs eux-mêmes). Pendant le même laps de temps, il y eut en tout, dans le monde, 4 155 attentats, qui ont tué 3 207 personnes (en excluant toujours le 11 septembre), soit moins d'une victime par attentat. Ainsi, de 1980 à 2001, les attentats-suicides représentaient 3 % des attentats (ou attaques terroristes), mais étaient responsables de 48 % des morts dus au terrorisme (toujours en excluant le 11 septembre). Ces chiffres indiquent clairement la nature beaucoup plus mortifère des attentats-suicides que des autres formes d'attentats, bien qu'ils demeurent rares, Gambetta évaluant à une vingtaine le nombre de groupes organisant de tels attentats.

## Profil des auteurs

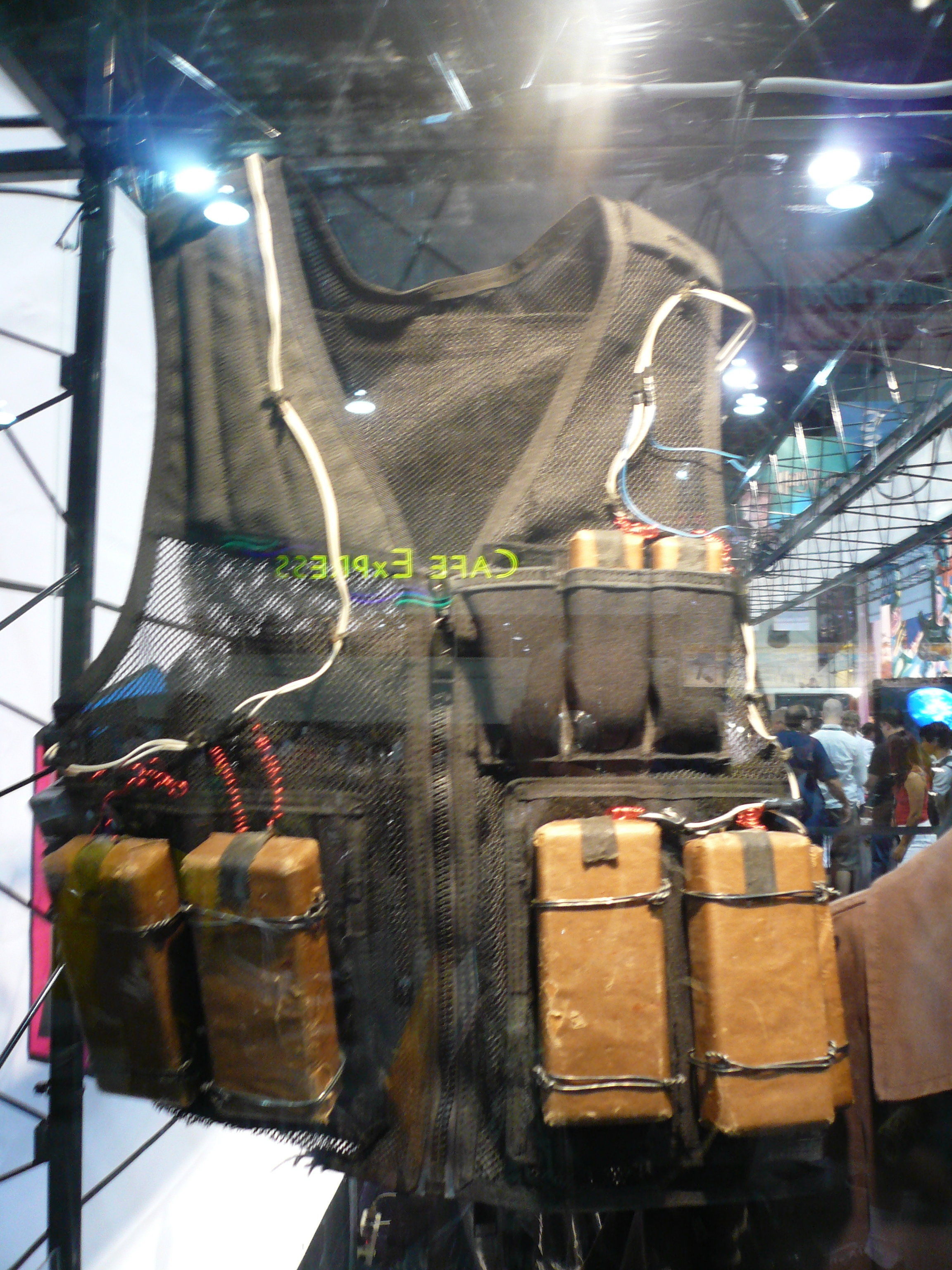
Copie de veste utilisée pour des attentats suicides.

Si certains politiques et commentateurs parlent, au sujet des auteurs d'attentats-suicides, de personnalités « dérangées », ou attribuent leur augmentation constante soit au fanatisme, soit à la misère et au désespoir des kamikazes, un certain nombre d'analystes, dont Robert A. Pape ainsi que Scott Atran, soulignent d'abord le niveau socio-culturel relativement élevé de la plupart des kamikazes,. C'est le cas par exemple des « chahid » du Hamas et du Djihad islamique palestinien, diplômé du supérieur venant de classes moyennes ; Hanadi Jaradat (en), auteure de l'attentat du restaurant Maxim de 2003, travaillait ainsi comme avocate ; ce n'est pas le cas en revanche des femmes du PKK qui ont été responsables de la plupart des attentats de 1995 à 1999, et qui provenaient pour la plupart de familles pauvres ayant perdu des membres dans le conflit kurde. De même, les motivations pathologiques et suicidaires sont le plus souvent absentes des kamikazes (y compris ceux du LTTE).
Pape et Atran soulignent ensuite l'impossibilité de repérer un profil psychologique unique et homogène de ces terroristes,. Ainsi, malgré leurs divergences, Pape et Atran sont tous les deux d'accord pour affirmer l'inefficience du profilage criminel individuel dans le cadre de la lutte anti-terroriste contre les kamikazes,. La même conclusion a été atteinte par Ariel Merari, analysant le cas de 50 kamikazes musulmans du Moyen-Orient, ayant agi tant bien pour le compte d'organisations islamistes que d'organisations laïques. De plus, Merari affirme que ce n'est pas tant l'organisation qui transforme la personne en candidat au suicide, celle-ci repérant plutôt des sujets prêts à mourir pour défendre une cause, et renforçant ensuite cette prédisposition (au suicide ou au martyre).
Ehud Sprinzak souligne que cet acte n'est pas nécessairement motivé par la ferveur religieuse, et cite Martha Crenshaw pour qui l'état d'esprit d'un kamikaze ne serait pas différent des Tibetains s'immolant, des prisonniers politiques irlandais prêts à mourir d'une grève de la faim, ou des terroristes en général qui veulent survivre après leur opération mais savent que leurs chances de survie sont négligeables (voir par exemple Kim Hyon-hui et Kim Seung Il en 1987). De même, Daniel Gambetta (en) estime que plus de la moitié des attentats-suicides organisés entre 1981 et septembre 2003 ont été commis par des organisations laïques (l'ultra-majorité d'entre celles-ci ayant été commises par les Tigres Tamouls).

## Solutions proposées
Robert Pape et Scott Atran s'opposent non seulement sur l'interprétation à donner à la hausse constante des attentats-suicides depuis quelques années, et sur les réponses à y apporter. Si Pape considère que la lutte pour l'expulsion de forces militaires étrangères est l'objectif prioritaire recherché par les organisations utilisant la tactique des attentats-suicides, Atran considère au contraire que la priorité, pour ces groupes, est d'obtenir le soutien de leur communauté d'appartenance et d'éclipser ainsi des organisations rivales, plus modérées (ainsi le conflit entre le Hamas et le Fatah,). Le différend entre ces auteurs, plus que sur les objectifs recherchés, porte sur la priorité accordée à ceux-là : pour Pape, l'objectif de bouter l'ennemi hors de la « terre patrie » est prioritaire, et celui de rechercher le soutien de ses alliés éventuels secondaires ; pour Atran, c'est l'inverse,.
En second lieu, Pape souligne la « relative efficacité » des attentats-suicides : selon lui, ceux-ci font partie de campagnes politiques et militaires plus globales et, bien que contestable, les interprétations données aux actions et éventuels reculs des adversaires, par les organisations utilisant ce type d'action, sont plausibles, et dans cette mesure rationnelles. Néanmoins, si les attentats-suicides permettraient d'obtenir des succès limités contre des démocraties, qui doivent compter avec l'opinion publique, ils se révèleraient inefficaces au-delà d'une certaine limite : quel qu'en soit le coût, et de la même façon que dans le cadre de pressions plus conventionnelles exercées par des États contre d'autres États (sanctions économiques, politiques voire militaires), les États modernes ne sont pas prêts à céder sur ce qu'ils considèrent comme des questions majeures d'intérêt national. Ainsi, si les campagnes d'attentats-suicides peuvent, selon Pape, rationnellement être légitimées par leurs auteurs comme ayant eu un effet, par exemple en poussant au retrait de la bande de Gaza (bien que d'autres motifs, la pression des États-Unis et de la Jordanie, peuvent aussi être invoqués), elles échouent nécessairement au-delà d'un certain seuil: Israël se réserve ainsi le droit d'intervenir à nouveau dans les territoires dégagés, comme l'ont montré les différentes opérations militaires depuis la seconde Intifada.
Dans ce cadre, selon Pape, si des concessions peuvent être utiles pour faire cesser les attentats-terroristes, elles sont insuffisantes. Elles doivent donc être couplées à des actions militaires. Dès lors, le problème demeure. Pape précise que le pire est d'accorder des concessions progressivement, et de manière contrainte ou jugée telle, plutôt que d'accorder, d'un seul coup, des concessions importantes. Néanmoins, dans son article de 2003, Pape préconise comme solution la « séparation démographique » des parties en conflit, en se prononçant pour l'accroissement des contrôles aux frontières et la concentration sur des objectifs de sécurité intérieure. Ainsi, dans le cadre du conflit israélo-palestinien, il se prononce pour la construction du mur.
Cette approche est radicalement contestée par Scott Atran. D'une part, ce dernier souligne que, depuis 2001, la nature des attentats-suicides a été profondément modifiée. L'émergence d'un djihadisme international, qui n'a que peu à voir, selon lui, avec des revendications nationales, est à attribuer davantage à un sentiment d'« humiliation » envers les puissances occidentales,. D'autre part, de nombreux candidats aux attentats-suicides proviennent des États ciblés eux-mêmes, comme l'ont montré les attentats de Londres de juillet 2005, ou ceux de Madrid. Dès lors, le renforcement du contrôle douanier et policier intérieur n'est pas, pour Atran, un moyen de lutte efficace. Selon lui, la solution consiste davantage à infiltrer les groupes tentés par le djihad afin de convaincre les candidats au suicide à embrasser des méthodes de lutte moins violentes. Plutôt que de s'opposer directement aux valeurs religieuses, il faut convaincre leurs tenants de poursuivre leurs fins en utilisant des moyens moins violents voire pacifique : « Sincere alternative appeals to sacred values could undermine consensus for violent jihad », écrit-il ainsi. Elle consiste aussi à utiliser davantage le soft power plutôt que le hard power, c'est-à-dire ce qui s'apparente à l'action humanitaire (le soutien apporté par les États-Unis aux victimes du séisme du 26 décembre 2004 dans l'océan Indien aurait pu, dans cette mesure, être plus important, selon lui).

## Médias
Un livre intitulé Dying to Win: The Strategic Logic of Suicide Terrorism (Mourir pour vaincre : la logique stratégique du terrorisme suicidaire, 2005,  (ISBN 1-4000-6317-5)), écrit par Robert A. Pape, analyse les attentats-suicides d'un point de vue stratégique, social et psychologique. Le livre est basé sur une base de données qu'il a compilée à l'université de Chicago, où il dirige le projet Chicago sur le terrorisme suicidaire. Pour l'auteur, les attentats-suicides ne sont pas liés ni essentiellement, ni majoritairement, au fondamentalisme musulman, ni à la religion en général, mais vise plutôt un objectif stratégique relativement réaliste, consistant à contraindre les régimes démocratiques à retirer leurs troupes d'un territoire occupé, ou considéré comme tel par les terroristes. Le nationalisme et l'autonomie des peuples serait ainsi un des motifs principaux des attentats-suicides (voir aussi Pape, 2003).
Analysant les attentats-suicides commis des années 1980 à 2003, il montre que la majorité de ceux-ci, pendant cette période, ont été commis par des non-musulmans, et en particulier par les Tigres Tamouls, un groupe laïc, nationaliste et marxiste-léniniste qui se bat contre le gouvernement bouddhiste du Sri Lanka. Même au Moyen-Orient, de nombreux attentats-suicides commis pendant cette période l'ont été pour des motifs laïcs. Selon lui, les attentats-suicides ne sont ni liés au fanatisme, ni à un trouble mental quelconque de leurs auteurs, mais plutôt à la « colère profonde » ressentie par une population donnée devant la présence de forces d’occupation (Pape parle ainsi d'un consensus majoritaire, parmi la population d'Arabie saoudite, contre la présence de forces américaines au pays; la divergence avec Al-Qaïda reposerait donc principalement sur la violence des méthodes employées). Le livre a gagné l'éloge de Peter Bergen, analyste de terrorisme sur la CNN et de Michael Scheuer, agent de la CIA chef du centre anti-terroriste entre 1996 et 1999.